# جزیره شتوار
جزیره شتوار، روستایی از توابع بخش کیش شهرستان بندر لنگه در استان هرمزگان ایران است.

## جمعیت
این روستا در دهستان لاوان قرار دارد و براساس سرشماری مرکز آمار ایران در سال ۱۳۸۵، جمعیت آن زیر سه خانوار بوده‌است.